# Konzulat Republike Slovenije v Torunju
Konzulat Republike Slovenije v Torunju je diplomatsko-konzularno predstavništvo (konzulat) Republike Slovenije s sedežem v Torunju (Poljska); spada pod okrilje Veleposlaništvu Republike Slovenije na Poljskem.
Trenutni častni konzul je Jan Walczak.